# Grave (film, 2016)
Pour les articles homonymes, voir Grave.
Pour plus de détails, voir Fiche technique et Distribution.
Grave est un film franco-belge écrit et réalisé par Julia Ducournau, sorti en 2016.
Le film met en scène Justine, 16 ans, végétarienne, qui intègre une grande école vétérinaire. Lors de son bizutage, elle est forcée de manger de la viande pour la première fois. 
Le film est présenté en compétition à la Semaine de la critique durant le Festival de Cannes 2016.

## Synopsis
La scène d'ouverture, en plan fixe, montre une petite route. Une voiture arrive. Soudain, une personne déboule. Voulant l'éviter, le conducteur de la voiture percute un arbre. La personne se dirige alors vers la voiture accidentée.
Justine vient d'une famille de végétariens. À 16 ans, elle intègre une école vétérinaire en Belgique, où sa sœur aînée, Alexia, est également inscrite et où leurs parents se sont jadis rencontrés. D'abord mécontente de découvrir qu'elle est en colocation avec un garçon alors qu'elle avait demandé de l'être avec une fille, elle fait tout de même connaissance et sympathise avec son colocataire, Adrien qui pour la rassurer, lui déclare qu'il est homosexuel.
Puis, dans le cadre de leur bizutage, les nouveaux élèves sont éclaboussés de sang et se voient contraints de manger un rein de lapin cru. Justine affirme qu'elle ne peut pas le faire en raison de son végétarisme, et demande à Alexia de la soutenir. Cependant, Alexia dément les propos de sa sœur et, après l'avoir vue manger un rein, Justine mange également le sien à contrecœur. Dans la nuit qui suit, Justine découvre qu'elle fait une éruption cutanée très virulente répartie sur tout le corps. Le médecin lui diagnostique une intoxication alimentaire et lui prescrit une crème apaisante.
Malgré cela, Justine commence à avoir de soudaines envies de viande, dérobant un steak à la cantine, qu'elle jettera plus tard, honteuse. Puis, elle et Adrien qui est devenu son confident, se rendent tard le soir à une station-service pour que personne ne la voie manger de la viande. Un soir, elle demande à sa sœur si elle peut dormir chez elle. Elle trouve la même crème dans l'armoire d'Alexia que celle donnée par le docteur à la suite de son éruption cutanée. Sa sœur charrie sur sa pilosité, que ce n'est pas comme ça qu'elle pourra séduire. Alexia se propose de l'épiler, notamment de son pubis. Mais elle ne parvient pas à lui retirer une dernière bande de cire, menant alors à une dispute sororale. Alexia décide alors de retirer la bande à l'aide de ciseaux, mais brusquement repoussée par sa cadette, elle se sectionne accidentellement le majeur gauche provoquant son évanouissement. Justine appelle immédiatement une ambulance, mais pendant l'attente de son arrivée, elle est submergée par une soudaine et irrépressible faim de viande. Elle se saisit du doigt amputé d'Alexia, le lèche, le déguste doucement puis le dévore. Sa sœur qui est revenue à ses esprits, assiste horrifiée à ce spectacle. À l'arrivée des secours, les deux sœurs prétendent que c'est le chien d'Alexia qui a mangé son doigt, et l'animal est alors euthanasié.
Le lendemain matin, Alexia emmène Justine sur une route à faible trafic, où elle se met délibérément en travers d'une voiture, qui est obligée de dévier brutalement de sa route pour l'éviter et part s'écraser contre un pylône (ce qui rappelle la scène d'ouverture). Les occupants de la voiture sont tués sur le coup en raison de la violence du choc. Alexia commence à dévorer l'un des passagers, tandis que Justine essaie de l'arrêter. Malgré cela, l'appétence de Justine pour la viande humaine grandit et elle commence à convoiter Adrien, son colocataire. Plus tard, participant à une fête très alcoolisée, elle embrasse un garçon et lui arrache un morceau de lèvre. Justine se confie à Adrien sur son penchant et ils finissent par avoir un rapport sexuel. Pendant ce rapport, Justine essaie frénétiquement de mordre Adrien plusieurs fois, soulageant finalement son appétit en se mordant le bras.
Quelques jours plus tard, Justine s'enivre lors d'une fête. Alexia la rejoint, puis l'emmène à la morgue. Le lendemain matin, tout le monde à l'école fixe Justine, certains l'évitant. Adrien montre alors à Justine une vidéo qui circule chez tout le monde d'elle prise à son insu, ivre, rampant sur le sol et essayant de mordre le bras d'un cadavre qu'Alexia tire hors d'atteinte. Hors d'elle, Justine attaque Alexia dans la cour. Alexia mord Justine au visage, puis elles se mordent les bras l'une de l'autre, avant d'être séparées. Plus tard, Alexia panse la blessure de Justine.
Le lendemain matin, Justine se réveille aux côtés d'Adrien, qui semble dormir paisiblement. Elle pense qu'elle a passé une délicieuse nuit avec lui. Mais en retirant le drap, elle découvre horrifiée que son colocataire est en fait mort, la cuisse droite partiellement dévorée et un bâton de ski planté dans la colonne vertébrale. Bien qu'elle n'a aucun souvenir de ce qui s'est passé, elle est d'abord persuadée que ça ne peut être que elle qui a commis tout ça. Puis elle constate que sa bouche est immaculée, qu'il n'y a pas de sang et déduit qu'elle ne peut pas être la fautive. Elle trouve Alexia, pleine de sang et catatonique, effondrée dans le coin cuisine de la chambre estudiantine. Justine se saisit alors du bâton de ski et le presse contre le front de sa sœur, avant de la libérer et de la nettoyer.
Alexia est incarcérée. Justine et ses parents lui rendent visite en prison. À la maison familiale, profitant d'un bref moment d'absence de son épouse, le père de Justine lui confie qu'elle et sa sœur ne sont pas responsables des derniers évènements. Il lui explique que lorsqu'il a rencontré leur mère, il ne comprenait pas pourquoi elle s'obstinait à refuser de sortir avec lui. Il trouva la réponse lorsqu'ils se sont embrassés pour la première fois, montrant subtilement une cicatrice au-dessus de la lèvre supérieure. Il entrouvre ensuite sa chemise pour laisser apparaître toutes les cicatrices et les morceaux de sa chair manquants qui constellent son torse, et dit à Justine qu'il est sûr qu'elle sera capable de trouver une solution.

## Fiche technique
- Titre original français : Grave
- Titre anglais : Raw
- Réalisation : Julia Ducournau
- Scénario : Julia Ducournau
- Musique : Jim Williams
- Costumes : Élise Ancion
- Photographie : Ruben Impens
- Montage : Jean-Christophe Bouzy
- Production : Jean des Forêts
- Coproduction : Julie Gayet, Nadia Turincev, Jean-Yves Roubin, Cassandre Warnauts
- Sociétés de production : Petit film, Rouge International, Frakas Productions
- Société de distribution : Wild Bunch
- Budget : 3,5 millions d'euros
- Pays de production :  France et  Belgique
- Langue originale : français
- Format : couleur — 2,35:1
- Genres : drame, horreur
- Durée : 98 minutes
- Dates de sortie :
  - France : 14 mai 2016 (Festival de Cannes) ; 15 mars 2017 (sortie nationale)
  - Belgique : 8 mars 2017 (Offscreen) ; 15 mars 2017 (sortie nationale)
  - Suisse : 1er juillet 2017 (Festival international du film fantastique de Neuchâtel 2017)
- Classification : 
  - France : interdit aux moins de 16 ans

## Distribution
- Garance Marillier : Justine
- Ella Rumpf : Alexia
- Rabah Nait Oufella : Adrien
- Joana Preiss : la mère
- Laurent Lucas : le père
- Marion Vernoux : l'infirmière
- Bouli Lanners : le routier
- Jean-Louis Sbille : un professeur
- Denis Mpunga : le professeur d'anatomie bovine
- Thomas Mustin : le chef du bureau des étudiants

## Production

### Tournage

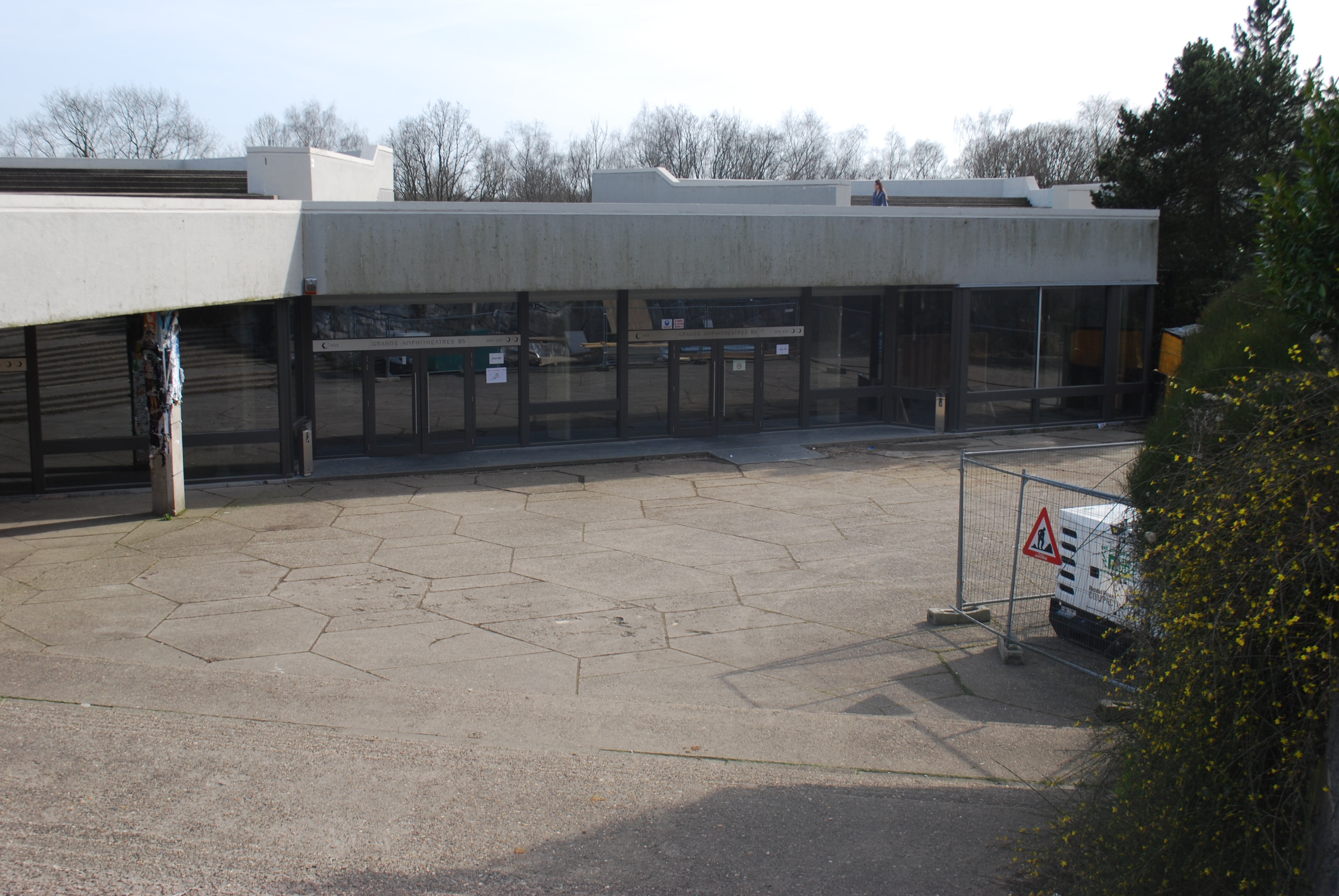
Lieu des scènes de rassemblement des « bizuts », devant les bâtiments dits des « Grands Amphithéâtres » de l'université de Liège au Sart Tilman.
Au-dessus, la terrasse où se déroule notamment la scène de dispute finale entre les deux principales protagonistes.

Le tournage du film débute le 3 novembre 2015 en Belgique et s'étale sur une période de trente-huit jours. La plupart des scènes sont tournées à la clinique vétérinaire de l'Université de Liège.
D'autres lieux du campus du Sart Tilman de l'université sont aussi largement utilisés, tels l'hôpital universitaire et le bâtiment abritant les grands amphithéâtres entre les bâtiments de la faculté de droit, de science politique et de criminologie et ceux de la faculté des sciences. Les parkings à proximité apparaissent également. On y aperçoit des œuvres du musée en plein air du Sart Tilman.
Une scène est tournée sur la nationale 633 à proximité de l'Ourthe près de Colonster, à quelques centaines de mètres de la faculté de médecine vétérinaire.

### Budget
Soutenues par plusieurs sociétés de production françaises et belges (parmi lesquelles Rouge International et Frakas Productions), Julia Ducournau et son équipe ont réuni un budget d'environ 3,5 millions d'euros.

## Sortie

### Classification
Du fait de ses nombreuses scènes violentes, gores et à caractère sexuel, Grave a fait l'objet d'une certaine censure par les associations cinématographiques chrétiennes[réf. nécessaire].
En France, il a subi une interdiction de diffusion aux moins de seize ans, soit l'une des classifications les plus strictes. La Commission de classification des œuvres cinématographiques a justifié ce choix en précisant que le film « accumule les scènes de meurtre et de cannibalisme impressionnantes qui ne sont pas appropriées à un public jeune en dépit d'une volonté de second degré. »
Aux États-Unis, la MPAA a attribué à Grave la classification « R » (pour restricted), soit une interdiction de diffusion aux mineurs  de moins de dix-sept ans non accompagnés d'un adulte. En Irlande, en Norvège et en Grande-Bretagne, il a été interdit aux moins de dix-huit ans.

### Promotion
La première de Grave s'est tenue le 14 mai 2016 dans le cadre de la 69e édition du festival de Cannes. Présenté dans la section de la Semaine de la critique, le long métrage a obtenu le prix FIPRESCI.
Quelques mois plus tard, le 13 septembre, le film a été projeté en séance de minuit au festival international du film de Toronto, où il a provoqué l'évanouissement d'un couple de spectateurs en raison de ses scènes explicites,. D'après Ryan Werner, chargé de faire la promotion de Grave, aucun festivalier n'avait eu de telle réaction depuis la projection d'Antichrist de Lars von Trier en 2009.
Après plusieurs autres présentations, notamment au festival international du film de Chicago au festival de Sundance, le film est sorti en France le 15 mars 2017.
Dans les pays anglophones, Grave a été distribué avec le slogan « What are you hungry for? » (« Qu'est-ce qui vous fait envie ? »).

## Accueil

### Box-office
- France : 149 239 entrées
- Mondial : 3 068 794 $[réf. nécessaire]

Au cours de sa première semaine d'exploitation en France, du 15 au 21 mars 2017, Grave attire 62 340 spectateurs dans les salles, prenant la 16e place du box-office. Projeté dans un total de 79 salles, le film réunit donc 789 spectateurs par copie. Lors de sa deuxième semaine, Grave se maintient à la 16e place en réunissant 30 669 spectateurs de plus, hissant son box-office à 93 009 entrées. Après trois semaines, le film franchit le cap des 100 000 billets vendus. Il restera à l'affiche pendant encore plusieurs mois, achevant finalement son exploitation en novembre avec un total de 149 239 entrées.
Aux États-Unis, le film est sorti le 10 mars 2017 sous le titre Raw (« cru »). Malgré une exploitation limitée (Grave a été projeté dans seulement deux salles pendant sa première semaine), il y a généré 96 930 dollars de recette en dix jours. Après huit semaines d'exploitation, les recettes totales sur le territoire américain s'élèvent à 514 870 dollars, le film ayant bénéficié d'une combinaison maximale de 45 salles.
Grave a joui d'une très large exploitation en salles puisqu'il a également été diffusé dans d'autres pays d'Europe, en Asie, en Amérique du Sud et en Océanie.

### Critique

#### En France
Grave a été très largement salué par la critique. Les journalistes ont notamment reconnu l'audace visuelle et scénaristique du film, ainsi que les qualités de la mise en scène de Julia Ducournau et de l'interprétation de l'actrice principale, Garance Marillier.
Mathieu Macheret, du Monde, estime par exemple que la réalisatrice « accomplit un coup d'éclat, en important la dialectique horrifique dans le cadre ordinaire de la fiction française. » Il ajoute :

« Rares sont les premières œuvres aussi fiévreuses, aussi électrisantes, d'un romantisme aussi échevelé et d'une si complète désinhibition. »

Christophe Carrière, de L'Express, note quant à lui que, « au-delà du côté viscéral qui fera pousser des cris aux plus sensibles, il y a un épatant talent de mise en scène et de narration qui apporte relief et profondeur à une histoire plus émouvante qu'elle ne paraît. Aucun cadrage, aucune valeur de plan ne sont innocents. » Il souligne également le fait que Julia Ducournau est « sûre d'elle et portée par une inspiration longuement mûrie. ».
Emily Barnett, des Inrockuptibles, parle d'un film « gonflé, poétique, féroce » qui « incarne la prise de pouvoir d'une nouvelle génération fracassante de réalisatrices. ».
Pour Philippe Guedj, du Point, « Grave choque avec un sens aigu de la provoc. Mais il le fait adroitement sans jamais dérailler vers une forme hideuse. » C'est un « premier film bien maîtrisé [qui] orchestre savamment sa plongée dans l'horreur, jusqu'à un épilogue en forme de twist façon Quatrième dimension. ».
Dans une critique enthousiaste écrite pour le compte de Bande à part, Olivier Pélisson loue la réalisation et le scénario de Julia Ducournau, dont le talent « embrase l'écran ». Selon lui, il est « passionnant de voir une réalisatrice s'approprier de manière aussi personnelle et affirmée la fiction, le récit, l'écran, avec une audace proportionnelle à la justesse recherchée pour suivre la ligne d'action de son personnage central. »
Pour Cécile Mury, de Télérama, Grave est « une sombre rêverie sur le sang », « un cauchemar faussement réaliste et vraiment dérangeant » dont l'histoire de « cannibalisme est une bombe métaphorique. »
Parmi les journaux français, l'une des rares critiques négatives émane de Libération. Julien Gester assimile en effet Grave à une « farce gore » qui, « avec un dégoût manifeste de la demi-mesure, de l'ambiguïté, du plan moyen, fait feu nourri de musiques, cadres et lumières pour cocher toutes les cases transgressives et imprimer ainsi à toute chose qui le traverse une efficience, un rendement de bulldozer. »
Le site Allociné recense 29 critiques de presse et calcule une note moyenne de 4,1/5.

#### Aux  États-Unis
Chaleureusement accueilli en France, Grave a également été plébiscité par les journalistes Outre-Atlantique. Le site américain Rotten Tomatoes recueille 92 % de critiques favorables (166 positives, 15 négatives) et attribue au film une note moyenne de 7,9/10, avec le consensus suivant : « La violence et la sexualité lugubres de Grave sont à la hauteur de son titre, mais elles s'inscrivent dans une ambiance immersive et un symbolisme profond qui persistent longtemps après que les images provocantes ne s'estompent. » Ce taux de critiques favorables vaut à Grave le label « Certifié frais ».
Sur le site Metacritic, l'appréciation de Grave monte à 81/100 sur la base de 33 critiques, avec la mention « acclamation générale ».

### Accueil public
Du fait de ses nombreuses scènes choquantes, Grave a suscité les plus vives réactions chez les spectateurs. En septembre 2016, lors de sa projection au festival de Toronto, deux personnes s'évanouissent, contraignant les organisateurs à appeler une ambulance afin de les évacuer. En mars 2017, peu après sa sortie aux États-Unis, le film fait de nouveau perdre conscience à plusieurs spectateurs lors d'une séance au Nuart Theatre de Los Angeles, au moins une autre personne ayant également vomi. À la suite de cet événement, un employé du cinéma a l'idée de distribuer des sacs en papier aux spectateurs, par mesure de prévention.
Malgré ces incidents, Grave a été très bien reçu par le public, aussi bien en France que dans les pays anglophones. Sur Allociné, son appréciation moyenne atteint 3,6/5, sur la base de 4 831 notes dont 506 critiques. Sur l'IMDb, Grave est noté 7,5/10 sur la base de 3 675 avis, ce qui fait de lui le 46e film le plus populaire de l'année 2016 d'après les critères du site.

## Distinctions

### Récompenses
- Festival de Cannes 2016 : Prix FIPRESCI de la critique internationale pour les sections parallèles, après sa présentation en compétition à la 55e Semaine de la critique
- Festival européen du film fantastique de Strasbourg 2016 :
  - Octopus d'or du meilleur long-métrage fantastique international
  - Prix du public du meilleur film fantastique international
- Festival du film de Londres 2016 : Sutherland Trophy du meilleur premier film
- Festival international du film de Flandre-Gand 2016 : Explore Award
- Paris International Fantastic Film Festival 2016 :
  - Œil d'or du meilleur film de la compétition internationale
  - Prix Ciné+ Frisson du meilleur film
- Festival international du film fantastique de Gérardmer 2017 : 
  - Grand prix
  - Prix de la critique
- Prix Louis-Delluc du premier film 2017[26]
- Prix du Syndicat français de la critique de cinéma et des films de télévision 2018 : meilleur premier film français 2017
- Tournai Ramdam Festival 2018 : Ramdam belge de l'année le plus dérangeant[27]
- Magritte du cinéma 2018[28] :
  - Meilleur film étranger en coproduction
  - Meilleurs décors pour Laurie Colson

### Nominations
- Lumières 2018 :
  - Nomination pour le Lumière du meilleur premier film
- César 2018 : 
  - Nomination pour le César de la meilleure réalisation pour Julia Ducournau
  - Nomination pour le César du meilleur scénario original pour Julia Ducournau
  - Nomination pour le César du meilleur espoir féminin pour Garance Marillier
  - Nomination pour le César du meilleur premier film
  - Nomination pour le César de la meilleure musique originale pour Jim Williams
  - Nomination pour le César du meilleur son pour Mathieu Descamps, Séverin Favriau, Stéphane Thiébaut